# WWCD
WWCD (acronimo di What Would Chine Gun Do) è il primo album del gruppo hip hop Griselda, composto dal trio di rapper Benny the Butcher, Conway the Machine e Westside Gunn. È pubblicato il 29 novembre 2019 dalla Griselda Records e dalla Shady Records, ed è distribuito da Interscope. Interamente prodotto da Daringer e Beat Butcha, tra gli altri ospiti presenta Raekwon, Eminem e 50 Cent. Il titolo è un omaggio al rapper scomparso Chine Gun, fratellastro di Benny the Butcher e cugino di Conway the Machine. Anticipato dai singoli "Dr. Bird's" e "Chef Dreds", ha debuttato nella top ten delle classifiche hip hop/R&B e rap di Billboard, ottenendo elogi unanimi da parte della critica e venendo inserito in diverse liste dei migliori album hip hop dell'anno.
| Recensione | Giudizio |
| ---------- | -------- |
| Earmilk    |          |
| HipHopDX   |          |
| Pitchfork  |          |

## Tracce
Testi di Griselda, musiche di Daringer, Beat Butcha.
1. Marchello Intro (featuring Raekwon) – 2:11 (Jeremie Pennick, Demond Price, Alvin Worthy, Corey Woods, Eliot Dubock, Thomas Paldino)
2. Chef Dreds – 2:48
3. Moselle – 3:59
4. Cruiser Weight Coke – 3:52
5. Freddie HotSpot – 3:52
6. Dr. Bird's – 4:52
7. The Old Groove (featuring NOVEL) – 6:56 (Pennick, Price, Worthy, Dubock, Paldino, Alonzo Stevenson)
8. Scotties – 2:31
9. Kennedy (featuring Tiona Deniece) – 0:42 (Pennick, Price, Worthy, Dubock, Paldino, Tiona Deniece)
10. City on the Map (featuring 50 Cent) – 3:12 (Pennick, Price, Worthy, Dubock, Paldino, Curtis Jackson)
11. May Store (featuring Keisha Plum) – 4:46 (Pennick, Price, Worthy, Dubock, Paldino, Keisha Plum)
12. Lowery (AA Outro) (featuring A.A. Rashid) – 1:57 (Pennick, Price, Worthy, Dubock, Paldino, A.A. Rashid)
13. Bang (Remix) (featuring Eminem) – 5:08 (Pennick, Price, Worthy, Dubock, Paldino, Marshall Mathers, Luis Resto) – Eminem (co-prod.)

## Classifiche settimanali
| Classifica (2019)         | Posizione massima |
| ------------------------- | ----------------- |
| US Top R&B/Hip-Hop Albums | 9                 |
| US Top Rap Albums         | 8                 |